# John H. Lynch
John H. Lynch (Waltham, Massachusetts, 25 de noviembre de 1952) es un político estadounidense del Partido Demócrata. Desde enero de 2005 hasta enero de 2013 ocupó el cargo de gobernador de Nuevo Hampshire.